# Perisoreus
Perisoreus Bonaparte, 1831 è un genere di uccelli passeriformi della famiglia dei corvidi.

## Etimologia
Il nome scientifico del genere, Perisoreus, deriva sia dal greco περισωρευω (perisōreuō, "sotterrare") che dall'unione del prefisso peri- ("attorno a") con sorix, nome di un non meglio precisato uccello sacro al dio Saturno.

## Descrizione

P. canadensis.

Al genere vengono ascritti uccelli di medie dimensioni (25-31 cm), dall'aspetto simile a quello di un cincia gigante o di un curioso incrocio fra un fringillide e un corvide, con grossa testa arrotondata, becco conico forte e non molto allungato, ali appuntite e digitate, forti zampe e coda piuttosto lunga e dall'estremità lievemente arrotondata.

La livrea è dominata dai toni del grigio, più scuro sulla testa o sulla calotta, sulle ali e sulla coda, e con presenza di sfumature brune sull'area ventrale.

## Biologia
Le specie ascritte al genere hanno abitudini diurne e vivono da sole o in coppie, riunendosi in gruppi temporanei in corrispondenza di fonti di cibo abbondanti: fa eccezione la ghiandaia siberiana, che tende a vivere in gruppi all'infuori della stagione riproduttiva. Onnivori e opportunisti, essi si nutrono un po' di tutto ciò che riescono a reperire, dalle granaglie ai piccoli vertebrati, alle carcasse, alle bacche.

Si riproducono durante i mesi primaverili, formando coppie che rimangono insieme per la vita e collaborano nelle varie fasi della riproduzione: tranne che nella già citata ghiandaia siberiana (dove le coppie nidificano in solitudine), in questi uccelli non è infrequente che le coppie riproduttive si facciano aiutare durante cova e allevamento della prole da altri individui adulti non riproduttivi.

## Distribuzione e habitat
Il genere Perisoreus ha distribuzione olartica, con una specie (la ghiandaia siberiana) che occupa un areale esteso dalla Scandinavia alla Kamchatka e un'altra (la ghiandaia grigia canadese) che popola il nord del Nordamerica, mentre la ghiandaia del Sichuan è un endemismo cinese: tutte le specie abitano la taiga e le foreste montane di conifere.

## Tassonomia

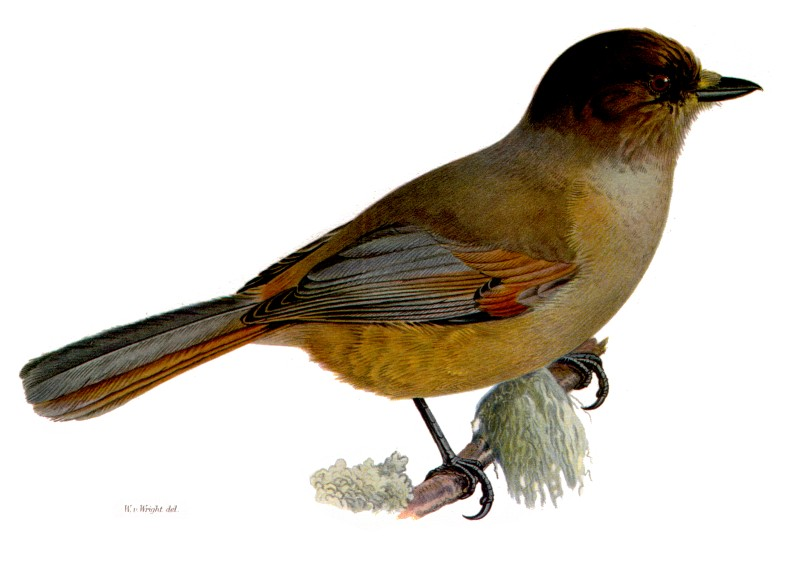
P. infaustus.

Al genere vengono ascritte tre specie:
Famiglia Corvidae
- Genere Perisoreus
  - Perisoreus infaustus (Linnaeus, 1758) - ghandaia siberiana
  - Perisoreus internigrans (Thayer & Bangs, 1912) - ghiandaia del Sichuan
  - Perisoreus canadensis (Linnaeus, 1766) - ghiandaia grigia canadese

Nell'ambito della famiglia dei corvidi, il genere forma un clade ben distinto (corrispondente alla sottofamiglia Perisoreinae) assieme all'affine Cyanopica.